# Anelija
Anelija, właściwie Anelija Georgijewa Atanasowa (ur. 1 lipca 1982 w Starej Zagorze) – bułgarska piosenkarka, wykonująca muzykę w stylu czałga. Osiągnęła znaczną popularność, dzięki piosence Pogledni me v ochite.
Córka Svetli i Georgiego Atanasova. Ma jedną starszą siostrę – Radost. W 2003, poznała bułgarskiego biznesmena Konstantina Dinewa, którego poślubiła 1 sierpnia 2003 roku w Sofii. Z tego związku, 29 grudnia 2003 urodziła się dziewczynka – Ivon.

## Twórczość
Albumy studyjne:
- 2003: Pogledni Me V Ochite
- 2004: Ne Poglejdai Nazad
- 2005: Vsichko Vodi Kym Teb
- 2006: Pepel Ot Rozi
- 2008: Edinstven Ti
- 2010: Dobrata, Loshata
- 2012: Igri Za Naprednali
- 2014: Fenomenalna